# Viktor Johansson (fotbollsspelare)
Viktor Tobias Johansson, född 14 september 1998, är en svensk fotbollsmålvakt som spelar för Stoke City i engelska andraligan EFL Championship. Han representerar även det svenska landslaget.

## Klubblagskarriär
Johansson spelade som ung för Stuvsta IF och Hammarby IF. Han var reservmålvakt i A-laget under två matcher i Superettan 2014. I juli 2014 gick Johansson till engelska Aston Villa. I februari 2018 lånades han ut till Alfreton Town. I augusti 2018 värvades Johansson av Leicester City.
Den 2 september 2020 värvades Johansson av Rotherham United, där han skrev på ett tvåårskontrakt. Han debuterade i Championship den 7 november 2020 i en 2–1-vinst över Preston North End. I januari 2023 förlängde Johansson sitt kontrakt fram till sommaren 2025.
Den 18 maj 2024 skrev Johansson på ett treårskontrakt med Stoke City.

## Landslagskarriär
Johansson har representerat Sverige i två U17-landskamper, åtta U19-landskamper och en U21-landskamp.
Förbundskapten Janne Andersson tog för första gången ut Johansson till en A-landslagstrupp i samband med EM-kvalmatcherna mot Belgien och Azerbajdzjan i mars 2023 som tilltänkt tredjemålvakt bakom Robin Olsen och Kristoffer Nordfeldt.
Johansson, debuterade i A-landslaget mot Moldavien i en vänskapslandskamp den 12 oktober 2023, där han byttes in i halvtid. Han storspelade i sin tävlingsdebebut från start i matchen mot Azerbajdzjan i Nations League den 5 september 2024.